# Фриц Фишер
Фриц Фишер (на немски: Fritz Fischer) е германски доктор и член на СС. По време на нацисткия режим, участва в медицински експерименти, провеждани върху затворници от концентрационния лагер Равенсбрюк.

## Биография
Фишер е роден в Берлин. Първоначално изучава медицина в Бон, по-късно в Берлин и Лайпциг, и завършва в Хамбург през 1938 г. Той се присъединява към СС през 1934 г. и става член на НСДАП през юни 1937 г. На 1 ноември 1939 г. той е назначен във Вафен-СС от катедрата на СС департамента на санаториума Хоенлихен като лекар и СС-лейтенант.
През 1940 г. става лекар на 1-ва СС дивизия Лайбщандарт СС Адолф Хитлер. След като е ранен, той е командирован обратно в Хоенлихен и работи в болницата в концентрационния лагер Равенсбрюк като хирургически асистент на Карл Гебхард. Участва и в хирургическите експерименти, провеждани там на затворниците.
След Втората световна война е съден в процес на лекарите в Нюрнберг, съден за военни престъпления и престъпления срещу човечеството на доживотен затвор. Наказанието му е намалено на 15 години през 1951 г. и е освободен през март 1954 г. Фишер впоследствие възвръща лиценза си да практикува медицина и започва нова кариера в химическата компания Boehringer в Ингелхайм ам Рейн, Западна Германия, където остава до пенсионирането си.
Въз основа на наличните записи, когато умира през 2003 г., той е последният известен жив нацист от обвинените в Докторския процес.